# Городище (Великомежиріцька сільська громада)
Городи́ще — село у складі Великомежиріцької сільської громади Рівненського району Рівненської області. Населення — 397 осіб.
В селі є загальноосвітня школа І ступеня, публічно-шкільна бібліотека, фельдшерсько-акушерський пункт, Свято-Михайлівська церква.
В селі народився поет Криловець Анатолій Олександрович (1961 - 2017).

## Населення

### Мова
Розподіл населення за рідною мовою за даними перепису 2001 року:
| Мова       | Кількість | Відсоток |
| ---------- | --------- | -------- |
| українська | 392       | 98.74%   |
| російська  | 5         | 1.26%    |
| Усього     | 397       | 100%     |

## Географія
На південній околиці села пролягає автошлях E40.
| Україна | Це незавершена стаття з географії України. Ви можете допомогти проєкту, виправивши або дописавши її. |

1. ↑  Рідні мови в об'єднаних територіальних громадах України — Український центр суспільних даних